# Watanabe Ryuta
Ryuta Watanabe (1988) là một người đàn ông Nhật Bản thất nghiệp, nổi tiếng với lối sống đa thê không chính thống, cùng nhiều bạn đời và con cái. Ông công khai thể hiện lối sống này trên các chương trình truyền hình và mạng xã hội, khiến ông trở thành một nhân vật gây tranh cãi tại Nhật Bản. Ryuta sống chung với bốn người phụ nữ, trong đó chỉ có một người là vợ hợp pháp, và có tổng cộng mười người con, nhưng chỉ hai người sống cùng ông. Toàn bộ chi phí sinh hoạt của ông được các bạn đời chu cấp. Trong khi một số người ca ngợi ông vì sự cởi mở và lối sống thay thế, nhiều người lại chỉ trích cách sống của ông vì thách thức các giá trị xã hội truyền thống và khuôn khổ pháp luật.

## Tiểu sử

### Xuất thân và thời thơ ấu
Ryuta Watanabe sinh năm 1988 trong một gia đình có hoàn cảnh khó khăn. Cha ông là tài xế taxi, còn mẹ ông làm nội trợ. Những điều kiện kinh tế xã hội khiêm tốn đã ảnh hưởng lớn đến cuộc sống ban đầu của ông. Trong một giai đoạn khó khăn khi ông phải sống dựa vào trợ cấp xã hội và bị trầm cảm, bạn gái cũ của ông đã chia tay, được cho là do điều kiện kinh tế của gia đình ông. Sự kiện này đã trở thành bước ngoặt trong cuộc đời Ryuta, thúc đẩy ông tìm kiếm bạn đời qua các nền tảng hẹn hò trực tuyến và mở đầu cho lối sống hiện tại của ông.

### Quan hệ, hôn nhân và tình hình tài chính
Sau khi chia tay bạn gái, Ryuta bắt đầu tích cực tìm kiếm mối quan hệ trên các ứng dụng hẹn hò. Người vợ hợp pháp đầu tiên của ông, Chihiro, đã kết hôn với ông, nhưng ông đồng thời duy trì nhiều mối quan hệ khác. Hiện tại, ông sống chung với bốn người phụ nữ, trong đó có sự chênh lệch đáng kể về độ tuổi. Ngoài ra, ông còn có mối quan hệ với hai người phụ nữ khác mà ông quen qua mạng xã hội.
Một đặc điểm nổi bật trong lối sống của Ryuta là sự phụ thuộc hoàn toàn vào tài chính của các bạn đời. Dù đã thất nghiệp nhiều năm, ông không đóng góp vào thu nhập của gia đình. Thay vào đó, các bạn đời của ông gánh vác toàn bộ chi phí sinh hoạt, lên tới khoảng 6.000 USD mỗi tháng. Trong các cuộc phỏng vấn, Ryuta nhấn mạnh rằng điều quan trọng với ông là có đủ thời gian dành cho các mối quan hệ và được các bạn đời hỗ trợ tài chính.

### Cuộc sống gia đình và mối quan hệ
Ryuta sống chung với các bạn đời tại Hokkaido, trong một ngôi nhà nơi mỗi người phụ nữ đều có phòng riêng. Ông tổ chức lịch trình qua một cuốn lịch để chia đều thời gian dành cho các bạn đời. Trong một cuộc phỏng vấn, ông tuyên bố rằng trung bình ông có hơn 28 lần quan hệ tình dục mỗi tuần. Dù Ryuta mô tả rằng không khí trong gia đình ông hài hòa và không có sự ghen tuông, vợ hợp pháp của ông, Chihiro, thừa nhận đã rời khỏi nhà hơn 20 lần trong năm năm hôn nhân do bất đồng ý kiến. Tuy nhiên, bà vẫn quay trở lại để duy trì vai trò trong gia đình.
Ryuta bảo vệ lối sống của mình, cho rằng tình yêu và sự đối xử bình đẳng là chìa khóa cho một cuộc sống chung hòa hợp. Trong chương trình Abema Prime của Nhật Bản, ông phát biểu: "Tôi yêu phụ nữ. Chừng nào chúng tôi yêu thương nhau như nhau, sẽ không có vấn đề gì xảy ra."

### Kỷ lục và con cái
Ryuta hiện có mười người con, nhưng chỉ hai người sống cùng ông. Mục tiêu của ông là phá kỷ lục Nhật Bản về số lượng con cái, lấy cảm hứng từ Tokugawa Ienari, một shogun thời Edo, người có 27 thê thiếp và 53 người con. Ryuta đặt mục tiêu vượt qua con số này và tự gọi mình là "Thần Hôn Nhân". Để đạt được mục tiêu này, ông tích cực tìm kiếm thêm các bạn tình sẵn sàng tham gia vào mô hình gia đình của ông.

## Tranh cãi pháp lý và xã hội
Đa thê là bất hợp pháp tại Nhật Bản, do đó Ryuta chỉ có thể kết hôn hợp pháp với một người. Sự chú ý của truyền thông về lối sống của ông đã làm dấy lên tranh luận sôi nổi, đặc biệt trên mạng xã hội, nơi nhiều người đặt câu hỏi về sự tương thích giữa mô hình này với các giá trị và luật pháp truyền thống Nhật Bản. Chỉ trích chủ yếu tập trung vào tác động lâu dài đến đời sống của con cái ông và gánh nặng tài chính mà các bạn đời của ông phải chịu. Tuy nhiên, một số người lại coi sự cởi mở và trung thực của ông là can đảm.